# Дмитрівка (Кременчуцький район)
Дми́трівка — село в Україні, у Горішньоплавнівській міській громаді Кременчуцького району Полтавської області. Населення становить 1588 осіб. Колишній центр Дмитрівської сільської ради.

## Географія
Село Дмитрівка знаходиться на лівому березі річки Псел, вище за течією на відстані 0,5 км розташоване село Кияшки, нижче за течією на відстані 5 км розташоване місто Горішні Плавні, на протилежному березі — село Потоки (Кременчуцький район). Річка в цьому місці звивиста, утворює лимани, стариці і заболочені озера. Поруч проходять автомобільна дорога М22 (E584) і залізниця, станції Південний парк і Платформа 4 км.

## Населення

### Мова
Розподіл населення за рідною мовою за даними перепису 2001 року:
| Мова       | Кількість | Відсоток |
| ---------- | --------- | -------- |
| українська | 1525      | 89.81%   |
| російська  | 169       | 9.95%    |
| білоруська | 2         | 0.12%    |
| угорська   | 1         | 0.06%    |
| румунська  | 1         | 0.06%    |
| Усього     | 1698      | 100%     |

## Історія

### Давня історія
На околицях села виявлені поселення доби бронзи, черняхівської культури та періоду Київської Русі.
На території села є курган - пам'ятка археології місцевого значення. 
Знаходиться між вул. Піонерською та Шевченка, на центральному Дмитрівському кладовищі, за 0,73 км на північний захід від перехрестя автотраси Горішні Плавні – Дмитрівка та шосе Дмитрівка – Гора – Єристівка, за 0,31 км на північ від приміщення виконкому Дмитрівської сільської ради.
Розміри (висота х діаметр): 7,10х53-62 м. Насип кургану задернований. Курган вкритий новітніми похованнями.
ІV-І тис. до н.е., епоха енеоліту – раннього залізного віку.
Обстежувався Г.М. Некрасовою, 1986 р., О.Б. Супруненком, 2005 р та О.Б. Супруненком, В.В. Шерстюком, 2008, 2010 рр.
Багато досліджень археологічного напрямку мікрорегіону проведенно в період 2001 - 2008 рр. О.Б. Супруненком, Ю.Ю. Башкатовим.(див. детальніше розділ "Пам'ятники"). 

### Виникнення села
Виникнення села припадає на 15 -16 століття. За переказами старожилів засновниками села Дмитрівка були двоюрідні брати Дмитрії. Один з них був заможною людиною, інший працював ковалем, на їх честь і пішла назва села. – заможного козака і коваля. Проте, археологічні розвідкові дослідження на території сільської ради й досі не виявили жодного уламку керамічного посуду козацького часу раніше кінця XVII ст.  Входило до складу Потіцької сотні Миргородського полку.
У 1762 р. налічувало 117 дворів. У 1859 - 385 дворві та 3105 жителів.

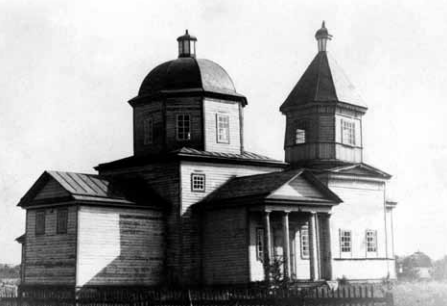
Порковська церква 1842р с.Дмитрівка. Знесена у 1960-х рр.

У 1842 р. побудували дерев'яну Покровську церкву (Свято-Покровський храм (Дмитрівка)). При церкві - бібліотека, церковнопарафіяльне попечительство.  Під час Другої Світової війни, за окупації, церква стала місцем утримання військовополонених. На початку 1960-х рр. розібрана з ініціативи тогочасної влади. 
За даними 1859 р. село Дмитрівка (розташоване по праву сторону транспортного тракту з містечка Потоки до села Озера, через село Кобелячок) налічувало 385 дворів, чоловіків - 1532, жінок - 1573, православну церкву та завод.  
У 1900 р. - 167 дворів та 1027 жителів, діяли земська та церковнопарафіяльна школи. Друга з них була заснована 1878 р., в ній працювало два вчителя, в т.ч. священик місцевої церкви. В цей час Дмитрівка належала до Потоцької волості Кременчуцького повіту.
У 1910 - 177 дворів 919 жителів, паровий млин з олійницею та просорушкою  - місцевого поміщика І.В.Василевського, кілька вітряків. Вітряні млини були і в сс. Попова Гора та Солонці. На кожне селянське господарство в середньому припадало близько 2 десятин землі.

### Початок ХХст.
Рубіж ХІХ-ХХ ст. став часом заснування навколо Дмитрівки численних хуторів, переселенці до яких прибували навіть з Правобережжя Дніпра. Цьому сприяло проходження поряд залізниці мм. Кременчук – Полтава та функціонування залізничної станції Потоки.
Статистичні описи і карти ХІХ – початку ХХ ст. зберегли назви новостворених чи поновлених населених пунктів та хуторів часу столипінської реформи – хуторів Балі, Волошине, Дуканичі, Зубри (Зубрі), Лиходії, Луцьківщина, Плескачівка, Рудики, Сольони, Суки та ін. Специфічною особливістю заснування або поновлення хуторів на заплавних солонцевих ділянках і луках, підвищеннях між стариць струмків та малих річок стало будівництво спеціальних штучних насипів для зведення житла і господарських споруд. З новими господарями і черговими повенями Псла такі пагорби неодноразово підсипалися. Навіть для розміщення копиць сіна на заболоченій місцевості необхідно було споруджувати спеціальні насипи. Їх рештки й досі збереглися неподалік сс. Колгоспна Гора, Волошине, колишніх хут. Зубри, Дуканичі та ін., а залишки від хатищ і споруд в низинах масово оточують Дмитрівку і Колгоспну Гору. Проводилися й науково-рятівні археологічні дослідження таких об’єктів в зонах будівництв. Поміщики і кілька заможних землевласників мали від 100 до 600 га орних угідь. Основна маса заплавних земель використовувалася для випасання худоби, овець. Соціальне розшарування населення знайшло відображення у переважанні молоземельних і безземельних селян. Було чимало орендарів, які брали у поміщиків і власників землі в оренду, були і досить заможні селяни, проживало 15 представників сільської інтелігенції. Частина населення з кінця ХІХ ст. працювала на залізниці, одна з колій якої на початку ХХ ст. пролягла до Редутського гранітного кар’єру з північного боку повз село, а також на підприємствах Кременчука.
У 1913 році в Дмитрівці Потоцької волості Кременчуцького повіту налічувала 177 дворів та 919 жителів (з них 188 козаків, 38 селян різного найменування, 7 євреїв, 4 іншиї непривілейованих осіб, 10 привілейованих осіб).

### Радянська доба
В січні 1918 року в селі встановлено радянську владу, тому землі розділили між селянами. У 1923 році Дмитрівка стала центром сільської ради до складу якої входило 11 (за іншими данними 12) населених пунктів в (Дмитрівка, Волошине, Базавлуки, Кириленки, Кияшки, Кузьменки, Мурашки, Романюхи, Підлужжя, Попова Гора, Прядки, Солонці) в яких проживало 2697 жителів.
За переписом 1926р. 110 господарств та 445 жителів.  Динаміка наведених змін у кількості населення в цілому відповідала не тільки перебігу історичних подій періоду революцій та громадянської війни, а й була проявом внутрішньої міграції до сусіднього Кременчука, де безземельні селяни знаходили роботу.
Після революції відбувся перерозподіл наявних земель, розширилися чи зменшилися деякі хутори, з’явилися нові заможні господарства. На початку і в середині 1920-х рр. значного поширення набуло скарбошукацтво, внаслідок чого чимало стародавніх курганів грабувалося шукачами багатства і статку. В цей час здійснені й перші кроки у ліквідації неписемності. На Поповій Горі (пізніше цей хутір перейменований на Колгоспну Гору) заснований патронат для дітей-сиріт. З 1930 р. почали створюватися колгоспи, яких на перших порах було аж 12. Їх примусово «укрупнювали», зганяючи до господарств мешканців хуторів. Така колективізація не мала успіху, а відтак чимало селян в якості куркулів було виселено до Якутії, зокрема, майже всі жителі хутора Суки.
На карті РСЧА від 1932 року зображена поромна переправа (вантажопідйомністю 3 тонни) через річку Псел, що розташовувалася в кінці сучасної вулиці Тараса Бульби, а на протилежному березі виходила на перехресті сучасних вулиць Жовтневої та Леніна в с.Потоки. 

### Голодомор
Авантюрна політика колективізації й індустріалізації колишнього СРСР призвела до голодомору 1932-1933 рр. І хоча, за офіційними даними, у Дмитрівці не відзначено фактів голоду, пам’ять односельців зберегла прізвища людей, які загинули у той час. Це жителі колишнього хутора Дейнівка на південно-східній околиці сучасного села: А.Лукаш, В.М.Січний, І.М.Січний, Д.Січна, М.Січний, П.П.Шаповал, Г.П.Шаповал, В.Юрченко, мешканці хутора Плескачівка С.С.Лукаш, його дружина Параска, п’ятеро їх дітей та ін. Жахливішими були наслідки голодомору в окремих хуторах, частина з яких зовсім зникла з припсільських теренів – Булахи, Гажали, Плескачівка, Попова Гора, Сольони. Надзвичайно постраждали й села сільської ради – Кияшки, Солонці та ін., за свідченнями очевидців, до половини населення яких не пережило 1933 р. Рештки кількох господ так званих «одноосібників», полишених внаслідок голодомору, у 2005-2006 рр. дослідили полтавські археологи під час розкопок поблизу с. Солонці та хут. Дуканичі.

### Друга Світова війна
Під час нім.-фашст. окупації (3.ІХ.1941 - 28.ІХ.1943) гітлерівці розстріляли 5 жителів села, вивезли на примусові роботи до Німеччини 86 чоловік. Майже всі чоловіки, багато жінок пішли на фронт, з них мало хто повернувся до рідних домівок. Восени 1941 р. село захищав зовсім невеликий загін радянських воїнів, які загинули на оборонних рубежах. До села гітлерівці ввірвалися з боєм з боку Келебердянського плацдарму.  Під час відступу загарбники підпалили село. Після звільнення від окупантів організовано колгосп, який очолив К.М.Лукаш. Головою сільської ради став колишній директор місцевої школи Ю.Д.Скоморох. У 1940-і рр. почали відновлюватися стайні для коней і волів, збудовані перші приміщення господарства, до села переведена МТС.

### Післявоєнні роки

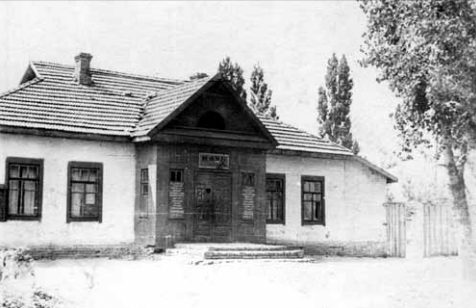
Сільський клуб село Дмитрівка.

У 1953 р. в Дмитрівці споруджено новий клуб, а в 1954 р. – сільську лікарню. Проводилася й електрифікація сіл. У Дмитрівці та Підлужжі діяли 7-ми, пізніше – 8-мирічні школи, дитячі садки. Заснована і лісозахисна станція, що займалася не тільки озелененням села, а й залишила більшість лісозахисних смуг навколо полів та доріг, закріпила узбережжя ріки. Поступово зникали залишки колишніх хуторів і сіл, які в черговий раз поглинала нова забудова. Так, хутори Дейнівка, Новоселівка, Похилівка перетворилися на кутки сучасної Дмитрівки. Колгоспну Гору на початку 1960-х рр. було залюднено вихідцями з с.Жовнин в гирлі Сули, жителів якого переселяли у зв’язку із заповненням котловану Кременчуцького водосховища.  

### Новітня історія
Будівництво з 1960-х рр. Горішніх Плавнів та величезного кар’єру поступово перетворило Дмитрівку на своєрідне «приміське» село, де певна кількість жителів працювала і працює на гірничо-збагачувальному комбінаті. З’явився й зворотній «рух»: чимало міських жителів поверталося до землі, збудувавши господи над мальовничим берегом Псла.
З 1986 року підпорядковане колишній Комсомольській міській раді. 
Через село пролягло шосе і залізниця, пізніше, за ініціативою директора комбінату В.П.Мартиненка і допомогою всього трудового колективу підприємства, у Дмитрівці 1989 р. побудована нова сучасна середня школа. У селі на 1990 р. існував сільськогосподарський комплекс «Комсомольський», відділення райагробуду, меблевий цех, будинок побуту, відділення зв’язку та «Ощадбанку», середня школа, лікарня, аптека, дитсадок, клуб, бібліотека з фондом близько 10 тис. книг. 
На даний час залишилося 5 сіл а саме: Кияшки, Кузьменки, Базалуки, Солонці та Гора.
В останні роки української історії розгорнулися масштабні будівництва великих промислових підприємств: Єристівського кар’єру залізистих кварцитів, металургійного комбінату ТОВ «Ворскла Сталь», потужної електростанції ТОВ «Комсомольська когенераційна компанія». У зв’язку з цим мережа шосейних доріг та залізничних колій поблизу сс. Дмитрівка, Колгоспна Гора і Солонці розширюється. З екологічно непривабливих об’єктів у північнічній частині території сільської ради ще з радянського часу залишився ставоквипарювач стоків ТОВ «Укртатнафта».

## Сьогодення
В 1989 році була збудована середня школа в селі Дмитрівка, у якій на даний час знаходяться дитячий садочок «Сонечко» та сільський музей. Також на території вже сучасної Дмитрівки були відкриті Громадський центр, у приміщенні якого знаходяться бібліотека, сільський клуб та Громадська організація «Будинок захищеної старості».
Нині Дмитрівка входить до міста Горішні Плавні (Дмитрівський старостинський округ МТГ), староста села - Брижань Віктор Григорович.
В Дмитрівці похований Гирман Сергій Миколайович — солдат ЗСУ, учасник російсько-української війни 2014—2015 років.

## Видатні уроженці
Уроженцем села є Герой Рад. Союзу - М.В. Баль.

## Пам'ятники
Всього на території Дмитрівської сільської ради знаходяться 71 пам’ятка історії та культури та 1 природоохоронний об’єкт: 
- пам’ятки археології та археологічні об’єкти – 63;
- пам’ятки історії – 7;
- пам’ятка історії техніки – 1;
- природоохоронний об’єкт – 1. Загальні кількісні показники для археологічних пам’яток такі:
- стоянка первісного населення – 1;
- залишки стародавніх поселень – 5;
- курганні групи – 26, в їх складі 93 насипи курганів;
- окремі кургани – 25;
- групи курганоподібних насипів – 6, в їх складі 12 насипів;
- всього курганів та курганоподібних насипів – 130.

У Дмитрівці знаходится  - братська могила радянських воїнів, які загинули у 1941 - 1943 та пам'ятник воїнам односельцям що загинули на фронтах Другої Світової війни (споруджений у 1957р.)

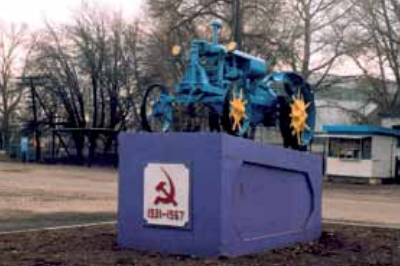
Трактор "Універсал" Дмітрівка

Більш віддаленим подіям історії кінця ХІХ ст. присвячений єдиний і нещодавно відкритий пам’ятний знак академіку В.І.Вернадському – досліднику не тільки природи та ґрунтового покриву пониззя Псла, а й одному з першовідкривачів покладів залізних руд у регіоні. Заслуговують на увагу і пам’ятки історії техніки: добре збережений трактор «Універсал» у Дмитрівці та, певним чином, місце загибелі бронепоїзду «Маршал Будьоний» у Кияшках. Симптоматичною ознакою новітньої епохи є вшанування пам’яті подій голодомору 1933 р., який залишив страшний слід на території сільської ради. В пам’ять злочинно знищених за протидію колективізації та невинних українських селян сс. Кияшки і Солонці постали на сільських кладовищах, поряд із місцями поховань жертв, скромні хрести, зведені нащадками. 

## Транспорт
Через село проходят автодороги місцевого значення:
- 01711144 - Капустяни - Дмитрівка- Горішні Плавні - Запсілля
- 01711145 - Капустяни - Дмитрівка - Горішні Плавні - Дмитрівка
- 01711147 - Дмитрівка - Кобелячок - Кишеньки

## Населення
За переписом населення України 2001 року в селі мешкало 1588 осіб.